# Park Krajobrazowy Dolnej Pilicy

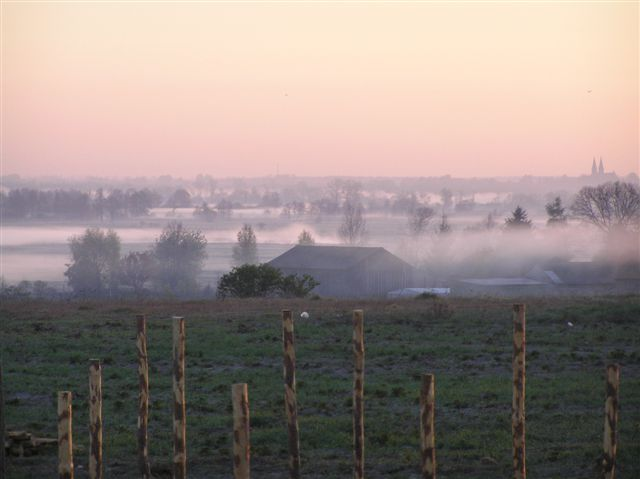
Pilica na wysokości Wyśmierzyc

Park Krajobrazowy Dolnej Pilicy – projektowany park krajobrazowy, w Polsce na terenie województwa mazowieckiego, obejmujący doliny rzek Pilicy i Drzewiczki. Projekt parku powstał w 2003 roku na zamówienie Wojewódzkiego Konserwatora Przyrody przy Mazowieckim Urzędzie Wojewódzkim, uzgodnienia w latach 2004–2005 zakończyły się akceptacją części gmin.

## Walory przyrodnicze
Obszar projektowanego Parku Krajobrazowego Dolnej Pilicy wyróżnia się bogactwem i zróżnicowaniem przyrodniczym.

### Flora
Podczas dotychczasowych prac inwentaryzacyjnych i naukowych prowadzonych na tym terenie opisano stanowiska ponad 600 gatunków roślin
naczyniowych, występujących w 70 zespołach roślinnych. Wśród tych gatunków 27 podlega ochronie ścisłej, a 15 częściowej. Na szczególną uwagę zasługują stanowiska roślin narażonych na wyginięcie zgodnie z kryteriami określonymi w „Polskiej Czerwonej Księdze Roślin”, a mianowicie: wiśnia karłowata, storczyk krwisty, kruszczyk błotny, cibora żółta i wielosił błękitny. Spośród pozostałych gatunków objętych ochroną ścisłą występują m.in.: widłak goździsty,
goździk pyszny, goździk piaskowy, sasanka łąkowa, grzybień biały, pełnik europejski, rosiczka okrągłolistna, kosatka kielichowa, mącznica lekarska i kilka gatunków storczyków.

### Fauna
Dolina Pilicy wyróżnia się w skali kraju bogactwem fauny związanej ze środowiskami wodnymi i bagiennymi.
- Opisano tu występowanie 212 gatunków ptaków, z czego ponad 150 to ptaki gniazdujące. Na szczególne podkreślenie zasługuje gniazdowanie 11 gatunków umieszczonych w „Polskiej Czerwonej Księdze Zwierząt” oraz 100 gatunków zagrożonych wyginięciem zgodnie z kryteriami Dyrektyw Unii Europejskiej, tj. np. bąk, bączek, bocian czarny, bielik, orlik krzykliwy, zielonka, sieweczka obrożna, Batalion, kulik wielki, rybitwa białoczelna oraz puchacz.

- Wśród ssaków na szczególną uwagę zasługują podlegające ochronie ścisłej gatunki nietoperzy: nocek łydkowłosy, nocek duży, nocek Brandta, nocek rudy, borowiec wielki i gacek szary.

- Występuje tu 10 gatunków płazów oraz 5 gatunków gadów – jaszczurka zwinka, jaszczurka żyworodna, padalec, zaskroniec i żmija zygzakowata.

- W wodach stwierdzono 32 gatunki ryb, wśród nich gatunki zagrożone wymarciem: piekielnica, różanka, koza złotawa, piskorz oraz 4 gatunki minogów.

- Na terenie parku wykryto 51 gatunków motyli dziennych, występujące tutaj czerwończyk nieparek i modraszek arion znajdują się na liście gatunków objętych w Polsce ochroną ścisłą.

## Walory kulturowe
- Licznie występujące na obrzeżach parku zespoły parkowo-pałacowe, najcenniejsze z nich znajdują się w miejscowościach Łęgonice Duże, Nowe Miasto nad Pilicą, Tomczyce, Świdno, Promna, Michałów Górny, Palczew, Lechanice, Warka.

- Stanowiska archeologiczne w miejscowościach Michałów Górny, Biejków, Brzeźce, Brzeski, Krzemień, Gostomia, Michałów-Parcele

## Ochrona przyrody

### Rezerwaty przyrody istniejące

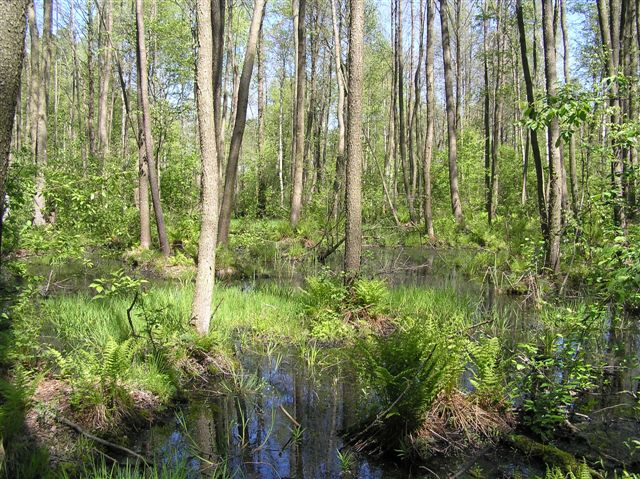
Rezerwat Borowina (projektowany)

- Tomczyce
- Majdan
- Sokół

### Rezerwaty przyrody (projektowane)
- Borowina – (fitosocjologiczno-leśny) na terenie gmin Nowe Miasto n. Pilicą i Wyśmierzyce, na gruntach Nadleśnictwa Grójec obręb Nowe Miasto o powierzchni 318,44 ha wraz z otuliną – 436,37 ha, położoną pomiędzy północną granicą rezerwatu a rzeką Pilicą, obejmującą grunty prywatne w większości łąki, pastwiska, nieużytki i lasy. Celem utworzenia rezerwatu jest zachowanie w stanie możliwie najmniej zmienionym interesującego układu geomorfologicznego, geologicznego i florystyczno-fitosocjologicznego. Występujące gatunki chronione to pełnik europejski, mącznica lekarska, bagno zwyczajne, czworolist pospolity.

- Stara Warka – (florystyczno-krajobrazowy) położony na prywatnych gruntach wsi Stara Warka, zajmuje wysoką, stromą skarpę i fragment tarasu zalewowego o powierzchni 3,05 ha. Celem ochrony jest północna wysoka skarpa rzeki Pilicy z roślinnością ciepłolubnych muraw i wieloma gatunkami chronionymi (występują tu m.in. wiśnia karłowata, pierwiosnka lekarska).

### Zespoły przyrodniczo-krajobrazowe (projektowane)
- Łęgonice – zabytkowy park wraz z zespołem pałacowym na terenie gminy Nowe Miasto nad Pilicą. Na terenie parku występują pomnikowe okazy drzew. W pobliżu Łęgonic Dużych i Łęgonic Małych odkryto kompleks dwóch osad i dwóch cmentarzysk z I-III w n.e. Znaleziono tam m.in. denar Trajana, groty oszczepów, miecze, metalowe części tarczy.

- Gostomia – na terenie gminy Nowe Miasto nad Pilicą. We wschodniej części fragment moreny czołowej stadiału Warty pociętej licznymi głębokimi wąwozami. Strome południowe zbocze z licznymi naturalnymi odsłonięciami geologicznymi. Mozaika środowisk leśnych, grąd, bór sosnowy, u podnóża fragment lasu łęgowego. Ze zbocza panoramiczny widok na meandrującą malowniczo Pilicą. Wzdłuż zbocza starorzecze Pilicy. W części centralnej park pałacowy z pomnikowymi drzewami i pałacem z końca XIX wieku. W północnej części kompleks stawów rybnych na rzece Lubjance (Gostomce) otoczony malowniczo lasami. Na stawach stwierdzono gniazdowanie ponad 80 gatunków ptaków, wśród nich bąka, bączka, zielonkę, wodnika. Stałym mieszkańcem stawów jest też wydra.

- Dolina Drzewiczki – obejmuje fragment doliny zalewowej Drzewiczki na granicy trzech gmin – Nowe Miasto nad Pilicą, Klwów i Odrzywół. Przeciętna szerokość doliny na tym odcinku wynosi 1000 m. Niemal na całej długości do doliny przylegają lasy – w miejscach wyżej wyniesionych są to bory sosnowe, w niżej położonych – lasy łęgowe, olsy oraz bory bagienne. Stosunki wodne w dolinie stabilizuje jaz piętrzący w miejscowości Wólka Magierowa (d. Borowiec). Występujące tu zbiorowiska roślinne typowe dla łąk zalewowych są wynikiem utrzymywania się wysokiego poziomu wód powierzchniowych oraz wezbrań rzeki. Charakterystyczne dla doliny są mozaiki turzycowisk, trzcinowisk oraz kęp krzewiastych wierzb. Koryto rzeki silnie meandruje, pozostałością tego są liczne wąskie starorzecza. Stwierdzono gniazdowanie 64 gatunków ptaków w tym 26 gatunków wodno-błotnych. Ze względu na gniazdowanie takich gatunków jak: kropiatka, derkacz, kszyk, krwawodziób, brzęczka, dziwonia, obszar ten należy zaliczyć do znaczących dla awifauny w skali regionalnej. Na wydmie "Piekielna Górka", koło wsi Brzeski, odkryto osadę wielokulturową, składającą się z kilku budynków mieszkalnych oraz pozostałość prawdopodobnie po wielkim kurhanie. Trzon osadnictwa stanowiła kultura przeworska.

- Dębowa Góra – na terenie gminy Odrzywół. Rzeźba terenu w postaci pagórków kemowych i wałów kemowych wiąże się ze zlodowaceniem środkowopolskim stadiałem Radomki. Ciągną się one południkowo, równolegle do drogi Różanna – Stanisławów. Najwyższe wzniesienie osiąga 179,5 m n.p.m., rozciąga się z niego panoramiczny widok na Błota Brudzewickie. Występują tu gatunki objęte ochroną to m.in. kocanka piaskowa oraz siodlarka stepowa.

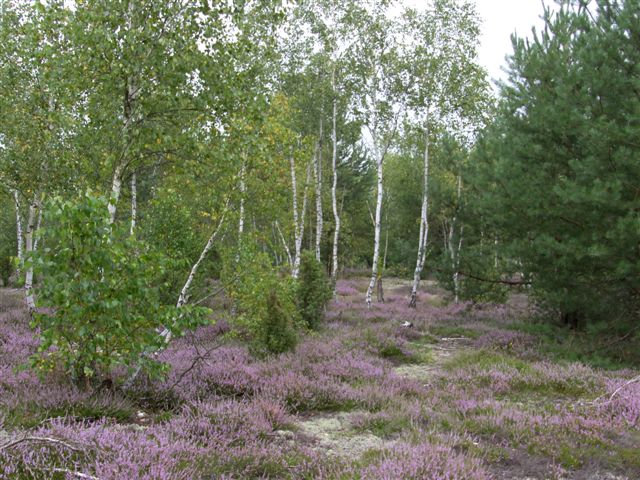
Okolice miejscowości Myślakowice-Kolonia

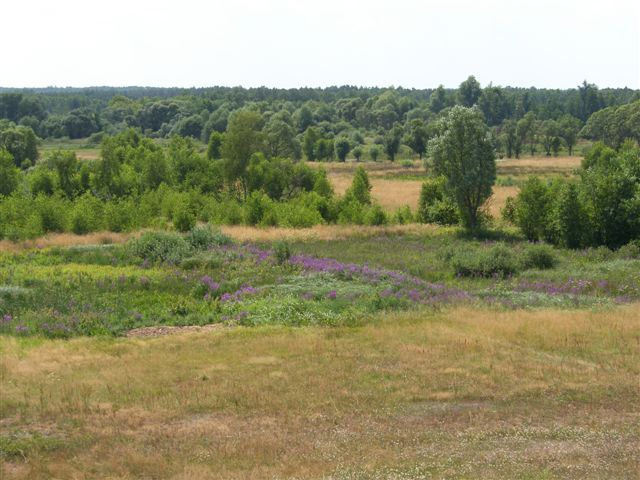
Okolice miejscowości Wólka Ligęzowska

### Użytki ekologiczne (projektowane)
- Przybyszewski Ols[2] – na zachód od wsi Przybyszew, gmina Promna. Fragment doliny Pilicy oddzielony od niej drogą asfaltową, ujściowy odcinek rzeki Rykolanki. W północnej części zaniedbane stawy rybne silnie zarośnięte szuwarem, głównie trzciną. W południowej silnie podtopiony fragment olsu o trwale utrzymującym się przez większą część roku lustrze wody. Występujące tu gatunki chronione to gęgawa (stanowisko lęgowe), gatunki rodziny chruścieli, wodnik oraz żaby moczarowej.

- Promna – zlokalizowany w gminie Promna, między Promną a Biejkowską Wolą fragment doliny Pilicy obejmujący największy kompleks zarastających wierzbą i olszą torfiarek. Silne zabagnienie terenu i duża mozaikowatość zbiorowisk roślinnych. Gniazdują tu rzadkie gatunki ptaków – kropiatka, podróżniczek, wodnik zwyczajny oraz brzęczka. Występujące tu gatunki roślinne objęte ochroną to kukułka Fuchsa, storczyk krwisty, storczyk szerokolistny.

- Brzeźce – znajdujący się w gminie Promna, na północny wschód od wsi Brzeźce fragment silnie uwilgotnionej łąki z oczkami wody oraz dużymi zwartymi łanami trzcin i turzycowisk. Zanikający typ krajobrazu, charakterystyczny dla łąk okresowo zalewanych. Optymalne warunki do gniazdowania ptaków związanych z szuwarami, gniazdują tu m.in. krwawodziób, świerszczak, świergotek łąkowy, trzciniak i trzcinniczek.

- Dęby w uroczysku Borowina – starodrzew dębowy na terenie gminy Wyśmierzyce, miejsce występowania kozioroga dębosza.

- Stawy Krzemień – obszar bagienny na terenie Uroczyska Majdan w gminie Stromiec, gdzie znajdują się fragmenty grobli oraz niewielkie stawy, silnie zarośnięte szuwarami. Silne zabagnienie terenu utrudnia dostęp na obszar ogroblowany. Miejsce to jest matecznikiem dla zwierzyny płowej i czarnej. Bogata fauna, w tym gatunki rzadkie i zagrożone wyginięciem. Stwierdzono występowanie wydry, dzika oraz piżmaka. Z rzadkich gatunków ptaków gniazdują tu wodnik zwyczajny, świerszczak i strumieniówka.

- Moczary Osica – położone 2 km na północny wschód od Odrzywołu, zarastające brzozą, olszą czarna i wierzbą torfowisko niskie w dolinie rzeki Drzewiczki. W miejscach odsłoniętych fragmenty roślinności charakterystycznej dla torfowisk: torfowiec, żurawina błotna, borówka bagienna, bagno zwyczajne. Teren trudno dostępny ze względu na zwarcie roślinności krzewiastej. Matecznik dla zwierzyny płowej. Awifaunę reprezentuje około 60 gatunków charakterystycznych dla lasów łęgowych dolin rzecznych.

- Źródło Żdżarki – teren źródliskowy położony 1,5 km na południowy zachód od Żdżarek w gminie Nowe Miasto nad Pilicą. Duże fragmenty użytku zajmuje porostnica wielokształtna.

### Stanowisko dokumentacyjne (projektowane)
Stanowisko dokumentacyjne „Dąbrowa” na terenie gminy Odrzywół. Obejmuje swym zasięgiem nieczynne wiejskie wyrobisko pospółki. Ściany wyrobiska ukazują interesujące pod względem geologicznym odsłonięcie chalcedonitów, które nie tworzą skały monolitycznej, lecz występują w formie cienkich ławic i rumoszu.

## Turystyka
Trasy turystyczne przebiegające przez teren parku:
- Biała Góra – Stara Wieś – Pokrzywna – Brzeźce – Białobrzegi – Sucha – Stawiszyn – Jasionna – Korzań – Redlin – Wólka Kożuchowska – Wyśmierzyce – Górki – Grzmiąca – Kiedrzyn – Waliska – Wólka Magierowa – Nowe Miasto nad Pilicą
- MZ-5216n: Domaniewice – Łęgonice – Nowe Miasto nad Pilicą
- Dobieszyn PKP – Budy Augustowskie – Augustów – Boże – Krzemień – Biała Góra

## Historia ochrony przyrody na terenie parku
- W 1967 r. na terenie byłego województwa kieleckiego zostały utworzone Strefy Chronionego Krajobrazu, jedną z nich była „Dolina rzeki Pilicy i Drzewiczki”.
- Uchwałą Nr XV/70/83 Wojewódzkiej Rady Narodowej w Radomiu z dnia 28 czerwca 1983 r. utworzono obszar chronionego krajobrazu „Dolina rzeki Pilicy i Drzewiczki”.
- Dla dostosowania zasad ochrony na terenie obszarów do znowelizowanej ustawy o ochronie przyrody z dnia 16 października 1991 r., Wojewoda Mazowiecki rozporządzeniem Nr 39 z dnia 19 kwietnia 2002 r. wprowadził obszary chronionego krajobrazu na terenie województwa mazowieckiego utrzymując obszar „Dolina rzeki Pilicy i Drzewiczki” w dotychczasowych granicach, pomniejszony o gminę Drzewica, która przeszła do województwa łódzkiego.
- W 2003 na zamówienie Wojewódzkiego Konserwatora Przyrody przy Mazowieckim Urzędzie Wojewódzkim opracowany został projekt parku.
- Uzgodnienia prowadzone w latach 2004–2005 doprowadziły do uchwalenia opinii rad gmin, na terenie których znajduje się projektowany park krajobrazowy, w szczególności:
  - opinię pozytywną uchwaliły rady gmin: Mogielnica, Nowe Miasto nad Pilicą[5], Odrzywół[6], Białobrzegi, Stromiec,
  - opinię negatywną uchwaliły lub nie zajęły stanowiska gminy: Wyśmierzyce, Warka[7], Promna, Klwów, Grabów nad Pilicą, Magnuszew.
- W 2011 w ramach inicjatywy samorządowej gmin nadpilicznych planowane jest wznowienie uzgodnień wymaganych do utworzenia parku.